# ゼニゴケ科
ゼニゴケ科とは、コケ植物の分類群のひとつである。

## ゼニゴケ科の属
現在、ゼニゴケ科に含まれる属は、ブチェゼニゴケ属、アカゼニゴケ属、ゼニゴケ属のみであり、ゼニゴケ属では、約40種が知られている。